# Adolf Petter Pettersson
Adolf Petter Pettersson, född 10 juni 1811 i Eksjö, död 1877 i Stockholm, var en svensk tidningsutgivare och tecknare.
Pettersson var ansvarig utgivare för den radikala tidningen Demokratien och blev fälld för en artikel som förnekade den rena evangeliska läran. Straffet som utdömdes vid Stockholms rådhusrätt omfattade böter och landsförvisning. Han återkom senare till Stockholm där han avled på en försörjningsinrättning. Som konstnär var han huvudsakligen verksam med porträtteckning. Pettersson finns representerad vid Nationalmuseum i Stockholm.